# ديفيد كولين (فنان)
ديفيد كولين (بالإنجليزية: David Cullen)‏ هو فنان أمريكي، ولد في 19 مارس 1959 في ناتيك في الولايات المتحدة.

## وصلات خارجية
- الموقع الرسمي
- ديفيد كولين على موقع ميوزك برينز (الإنجليزية)